# Lestes praevius
Lestes praevius – gatunek ważki z rodziny pałątkowatych (Lestidae).